# Deee-Lite
Deee-Lite — нью-йоркская группа, исполнявшая музыку в стилях хаус и фанк. Наиболее известна синглом «Groove Is in the Heart» с дебютного альбома World Clique (1990). Название является стилизованным, неправильным написанием английского слова delight — «восторг», «наслаждение».

## Члены группы
Членами Deee-lite были:
- Supa DJ Dmitry[1] (Дмитрий Брилль, род. 4 июня 1964 в Кировограде, Украинская ССР) — программирование, продюсирование, диджеинг;
- Lady Miss Kier (Кирин М. Кирби, род. 15 августа 1963 года в Янгстауне, Огайо) — вокал, хореография;
- Towa Tei (Чон Дон Хва, род. 7 сентября 1964 года в Токио, Япония) — клавишные;
- DJ Ani (Эни Кью Шемпф (Ani Q. Schempf), род. 14 декабря 1973 года, Канзас-Сити, штат Канзас, США) — микширование.

## Карьера
Группа начинала дуэтом Брилль и Кирби (в 1986). Дмитрий эмигрировал в США из СССР в начале 80-х. В 1988 году группа стала трио, когда в неё вошёл Тэй. Тэй переехал в США из Японии за год до этого, с целью изучения графического дизайна.
Тэй покинул группу перед выходом третьего альбома группы Dewdrops in the Garden (поучаствовав лишь в записи композиции «Call Me») и был заменён на DJ Ani. Несмотря на изменение состава и при минимальной поддержке звукозаписывающего лейбла, Deee-Lite сумели провести тур в течение года после выпуска альбома. В результате альбом Dewdrops in the Garden был продан в большем количестве, чем их второй альбом Infinity Within. Сама группа на Ютюбе указывает время существования как 1986-1993 годы.
В создании композиции «Groove is In the Heart» участвовал Q-Tip из A Tribe Called Quest (лирика), а также басист и вокалист Бутси Коллинс.
После своего ухода из группы Тэй записал несколько альбомов в качестве сольного исполнителя. Брилль, Кирби и Ани после расформирования группы стали успешными клубными диджеями.
В начале 2003 Кирби инициировала иск против корпорации Sega в связи с использованием её сценического образа при создании персонажа Улала в видеоигре Space Channel 5. В 2006 году судебное решение было вынесено не в пользу Кирби.
В 2008 году сингл «Groove is in The Heart» был лицензирован для использования в игре Samba de Amigo, причём был использован именно в сцене с участием персонажа Улала.
В 2011 году в интервью Тэй отклонил возможные шансы воссоединения Deee-Lite, ссылаясь на творческие и личные разногласия, которые побудили его уйти.

## Дискография
- World Clique (1990)
- Infinity Within (1992)
- Dewdrops In The Garden (1994)
- Sampladelic Relics And Dancefloor Oddities (1996)
- The Very Best Of Deee-Lite (2001)